# Contemporary R&B
Il contemporary R&B (talvolta brevemente CRB) è un genere musicale che combina elementi di rhythm and blues, pop, soul, funk e hip hop.
Anche se l'abbreviazione "R&B" trae origini dal rhythm and blues tradizionale, oggi il termine R&B è spesso usato per descrivere il tipo di musica afro-americana che nasce dopo la fine della disco degli anni '80. Alcuni fanno riferimento a questo stile chiamandolo "urban contemporary" (il nome del radio format che trasmette  hip hop e R&B contemporaneo).
L'R&B contemporaneo presenta una produzione discografica curata, un ritmo marcato dall'uso di drum machine e occasionalmente anche un beat di sassofono per conferire un'atmosfera più jazz (caratteristica comune delle canzoni contemporary R&B fino al 1995) e una tecnica vocale caratterizzata da un cantato morbido e seducente. Elementi di musica elettronica sono recentemente molto in voga, e l'utilizzo di beat hip hop o di musica dance sono molto comuni, sebbene l'aggressività dell'hip hop venga spesso smussata nel R&B. I cantanti R&B fanno notoriamente uso del melisma, ampiamente utilizzato da Michael Jackson, R. Kelly, Stevie Wonder, Whitney Houston e Mariah Carey.
Oggi il genere contemporary R&B si suddivide in altri quattro sottogeneri: hip hop soul, neo soul, new jack swing e crunk & B.
Grande esponente del genere è la cantautrice statunitense Mariah Carey, soprannominata regina dell'R&B contemporaneo; durante la sua carriera ha combinato generi diversi tra soul, hip hop e anche gospel, e ha inserito e reso famoso l'R&B contemporaneo nel mainstream della cultura popolare.

## Storia
Il contemporary R&B nacque con la fine dell'era della disco music, alla fine degli anni settanta, quando Michael Jackson e Quincy Jones iniziarono ad aggiungere elementi elettronici alla black music dell'epoca per creare una sonorità più flessuosa e adatta alla pista da ballo. Un primo esempio di questo genere è l'album Off the Wall (1979), che secondo Stephen Thomas Erlewine di AllMusic "era un album rivoluzionario, che ha trovato una strada per portare la disco in un nuovo mondo, dove il beat era innegabile, ma non il perno principale - faceva parte di un sontuoso tappeto di ballate calde e archi, di morbido soul e di pop, soft rock, e funk".
Richard J. Ripani scrisse che Janet Jackson contribuì con il suo album Control (1986) "allo sviluppo del R&B sotto diversi aspetti", in quanto lei e i produttori, Jimmy Jam e Terry Lewis, "forgiarono un nuovo sound che fonde gli elementi ritmici del funk e della disco con dosi massicce di sintetizzatori, percussioni, effetti sonori, e una sensibilità da musica rap." Ripani scrisse: "Il successo di Control portò all'aggiunta di alcuni elementi stilistici della musica rap nel corso degli anni immediatamente seguenti, e Janet Jackson avrebbe continuato a essere uno dei portabandiera di questa evoluzione." Lo stesso anno Teddy Riley incominciò a produrre brani R&B contenenti influenze hip hop. Questa commistione di stile R&B e ritmiche hip hop fu designata new jack swing e fu il marchio di fabbrica di artisti quali Bobby Brown, Keith Sweat, Al B. Sure!, Guy, Jodeci e Bell Biv DeVoe.

### Anni novanta

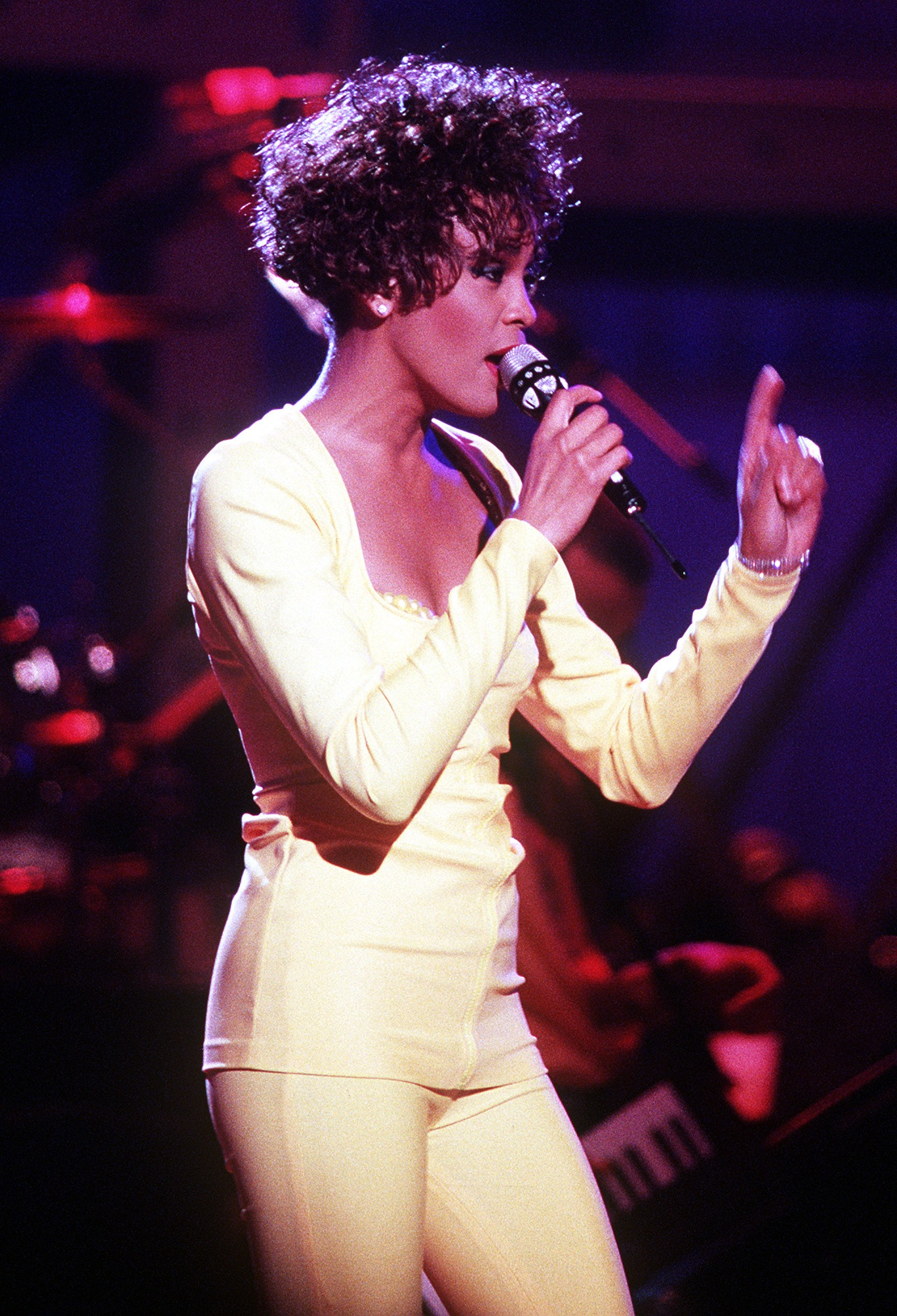
Whitney Houston.

A differenza dei Boyz II Men e Babyface, altri artisti e gruppi R&B degli anni novanta incominciarono a spostare il loro sound verso l'hip-hop, come il gruppo avanguardista Jodeci. Le ritmate tracce sostenute dai sintetizzatori del new jack swing furono rimpiazzate da brani più grezzi ispirati all'hip hop della East Coast, dando vita al genere hip hop soul, tradizionalmente riconducibile a Mary J. Blige e al produttore Sean Combs, che all'inizio curò i lavori dei Jodeci. Questo stile perse popolarità con la fine degli anni novanta, ma conobbe una seconda giovinezza anni dopo.
A metà degli anni novanta, Whitney Houston stabilì un record per la colonna sonora più venduta di tutti i tempi con The Bodyguard: Original Soundtrack Album, con 40 milioni di copie vendute in tutto il mondo. Janet Jackson, con il suo album omonimo del 1993, vendette oltre 20 milioni di copie nel mondo. I Boyz II Men e Mariah Carey raggiunsero più volte con svariati loro singoli la posizione numero 1 della Billboard Hot 100, e "One Sweet Day", una loro collaborazione, stabilì un record per numero di settimane passate in vetta alla chart americana. Mariah Carey pubblicò un remix del suo singolo del 1995 Fantasy, con il rapper Ol' Dirty Bastard: un'accoppiata inedita all'epoca. La Carey, i Boyz II Men e le TLC dominarono il mercato musicale americano tra 1994 e 1995 con tre classici del R&B contemporaneo: Daydream, II e CrazySexyCool.

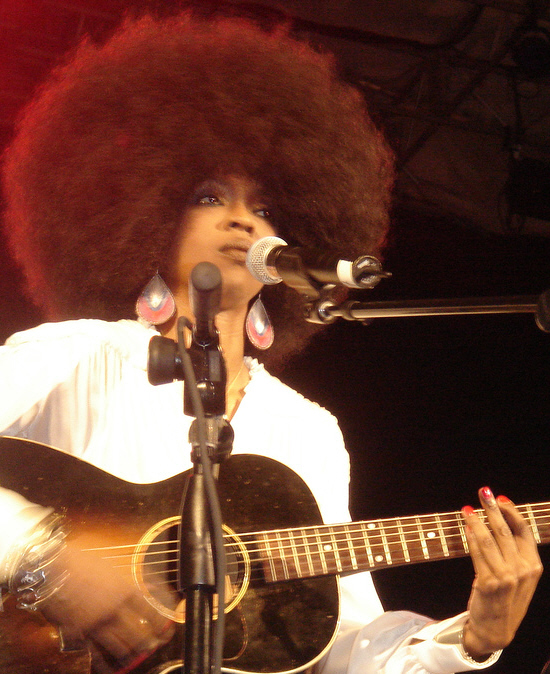
Lauryn Hill.

Alla fine degli anni novanta, il neo soul, un mix di soul di ispirazione anni settanta e di hip hop soul, riscosse popolarità grazie ad artisti quali D'Angelo, Erykah Badu, Lauryn Hill e Maxwell. Lauryn Hill e Missy Elliott sono esempi di artiste che affrontano indifferentemente R&B e hip hop. A partire dal 1995, ai Grammy Awards fu instaurata la categoria Grammy Award al miglior album R&B, vinto per la prima volta da II dei Boyz II Men. Il premio fu assegnato poi alle TLC con CrazySexyCool nel 1996, a Tony Rich per Words nel 1997, a Erykah Badu per Baduizm nel 1998 e a Lauryn Hill per The Miseducation of Lauryn Hill nel 1999. Alla fine del 1999, il magazine Billboard elesse Mariah Carey e Janet Jackson come le due artiste di maggior successo degli anni novanta.
Sempre nella seconda metà degli anni novanta, i Neptunes, Aaliyah e Timbaland incominciarono a muovere i primi significativi passi nel mondo del R&B e dell'hip hop.
A livello mondiale, alcuni artisti R&B statunitensi come Whitney Houston, Janet Jackson, Mariah Carey, Michael Jackson e Toni Braxton furono tra quelli a vendere più copie.

### Anni 2000

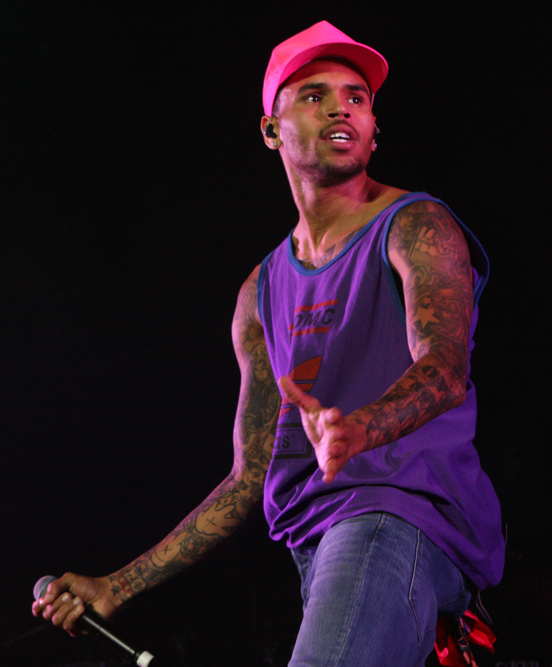
Chris Brown.

Nel 2004, tutte e 12 le canzoni a essere arrivate alla numero 1 della Billboard Hot 100 erano di artisti afroamericani. A dominare le classifiche radiofoniche furono gli Outkast con Hey Ya!, Snoop Dogg con Drop It like It's Hot, Mario con Let Me Love You e Usher con Yeah!. Chris Molanphy di The Village Voice in seguito commentò che "nei primi anni duemila la musica 'urban' era di fatto la nuova musica pop". Successivamente, nella metà del decennio, molti artisti R&B debuttanti ebbero un ottimo successo, tra cui Ne-Yo che scalò le classifiche internazionali con So Sick e Sexy Love, e Chris Brown con Run It! e With You. Tra le artisti femminili nel genere le più popolari furono Rihanna, che ebbe un buon successo con brani come Pon de Replay e Hate That I Love You, e Alicia Keys che dominò le classifiche con Fallin' e No One.

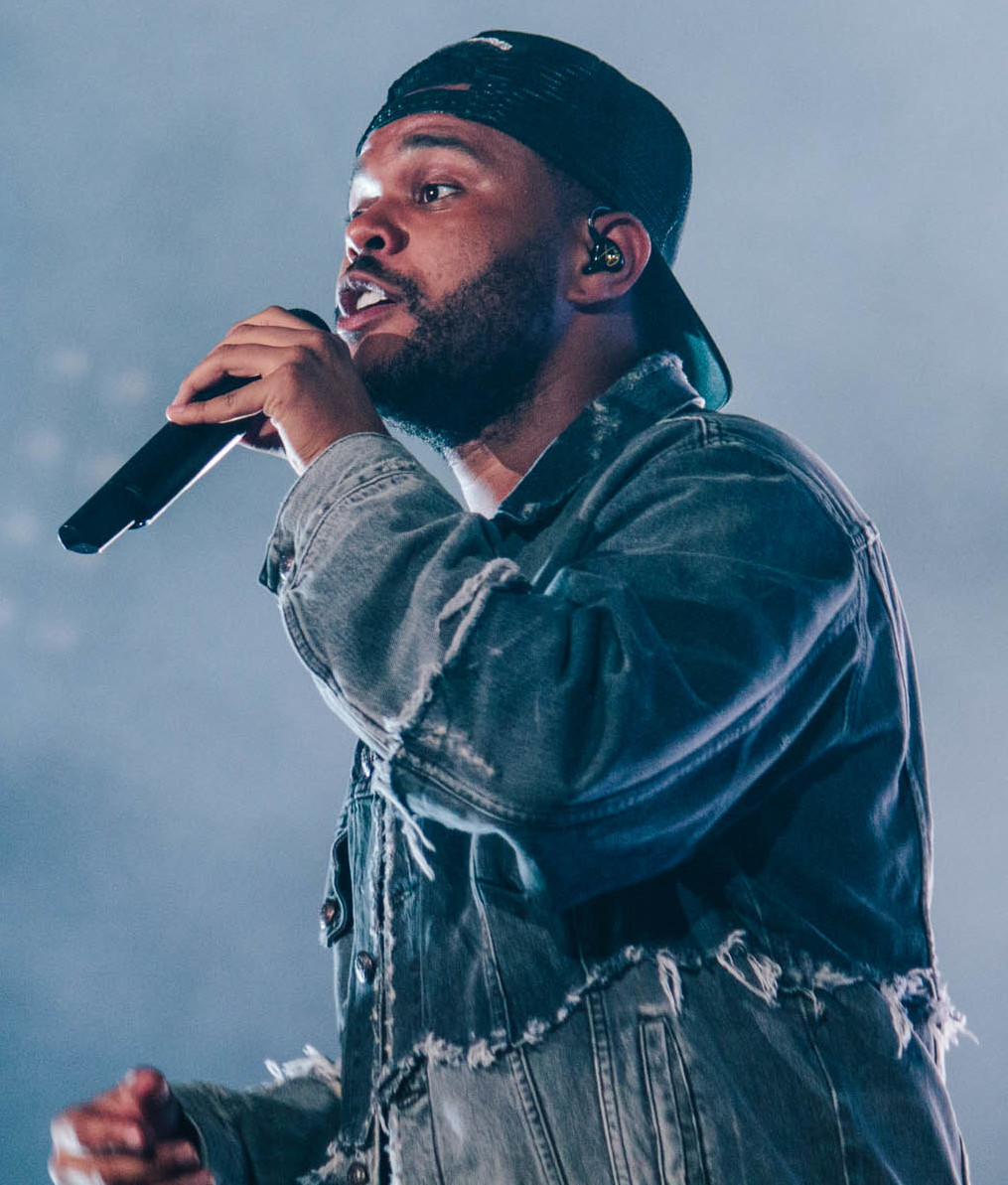
The Weeknd.

Secondo Billboard, gli artisti R&B di maggior successo del decennio furono Usher, Beyoncé, Alicia Keys, Mariah Carey, Rihanna, Chris Brown e Ne-Yo.

### Anni 2010
Negli anni 2010 il genere è stato plasmato da diversi artisti creandone un'unione con il pop, tali artisti sono ad esempio il giovane cantante britannico Ed Sheeran, che con i suoi due album + e X ha venduto milioni di copie in tutto il globo, Bruno Mars che ottenne subito un enorme successo con i suoi singoli Just the Way You Are e Grenade e The Weeknd, che unendo al contemporary R&B classico sfumature elettropop, hip-hop, funk e new wave. Altri artisti che ebbero successo fondendo l'R&B con il pop furono Jason Derulo, Ariana Grande, Justin Timberlake e John Legend, con il suo brano All of Me. In questo decennio molti artisti R&B di successo del precedente decennio si allontanarono dall'R&B per avvicinarsi a uno stile più dance, come Ne-Yo, Chris Brown e Rihanna. Anche la fusione tra R&B e hip-hop ebbe molto successo, con artisti come Drake, Frank Ocean, Brent Faiyaz, Anderson .Paak, Childish Gambino, PartyNextDoor, Ty Dolla $ign, 6lack, Swae Lee, Tyler the Creator e Bryson Tiller.